# 金門 (弗拉基米爾)

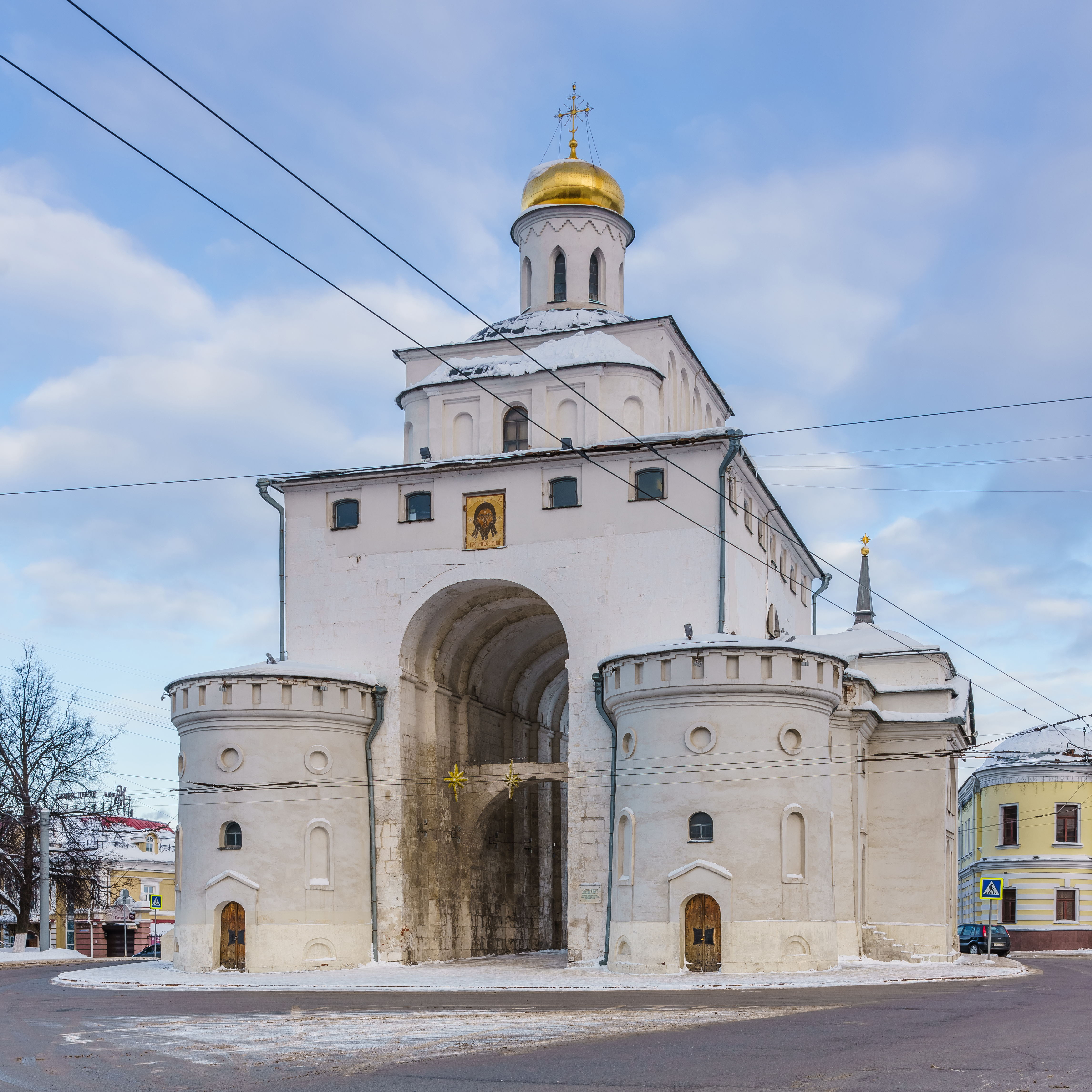

金門（俄语：Zolotye Vorota, Золотые ворота）是位於俄羅斯弗拉基米爾的一座城門，修建於1158年至1164年期間，是俄羅斯現在唯一一座保存完好的古俄羅斯城門。現在金門內有一座以13世紀俄羅斯和蒙古的戰爭為主題的博物館。金門在1237年蒙古人的侵略中得以倖存，但建築結構嚴重受損。18世紀時，金門得到了重建。金門被列入世界遺產弗拉基米爾和蘇茲達爾的白色古蹟群。

## 外部連結
- 维基共享资源上的相關多媒體資源：金門

56°07′36″N 40°23′49″E / 56.12667°N 40.39694°E